# Le cose che non ti ho detto (film)
Le cose che non ti ho detto (Hope Gap) è un film del 2018 diretto da William Nicholson.

## Trama
Grace ed Edward sono una coppia sposata da trent'anni. Un giorno Edward confessa al figlio Jamie di voler lasciare sua madre e quando finalmente lo dirà anche a  Grace, lei cercherà di ritrovare il suo equilibrio e capirà che non è mai troppo tardi per essere felici.

## Distribuzione
Il film è stato distribuito nelle sale cinematografiche italiane a partire dal 3 ottobre 2019.